# Mittlere Bergstraße (Radebeul)

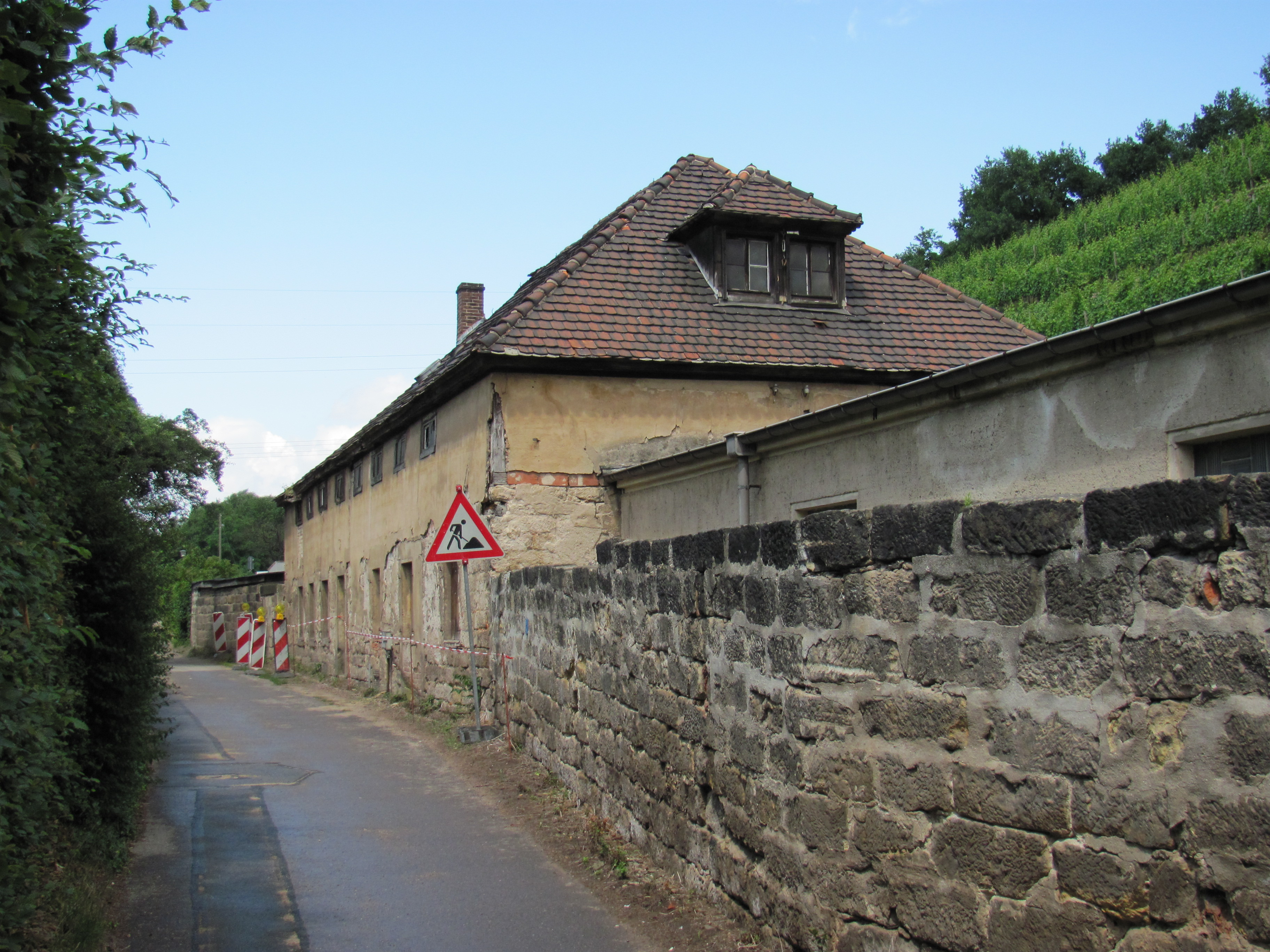
Beginn der Mittleren Bergstraße, hier das Wirtschaftsgebäude des Traiteurhauses bei Schloss Wackerbarth, 2011

Die Mittlere Bergstraße ist eine knapp 2,2 Kilometer lange Innerortsstraße der sächsischen Stadt Radebeul, gelegen in den Stadtteilen Niederlößnitz, Naundorf und Zitzschewig. Sie grenzt an den Nachbarort Coswig (Sachsen), wo sie über die Neucoswiger Straße und dann die Salzstraße weiterführt.

## Bebauung

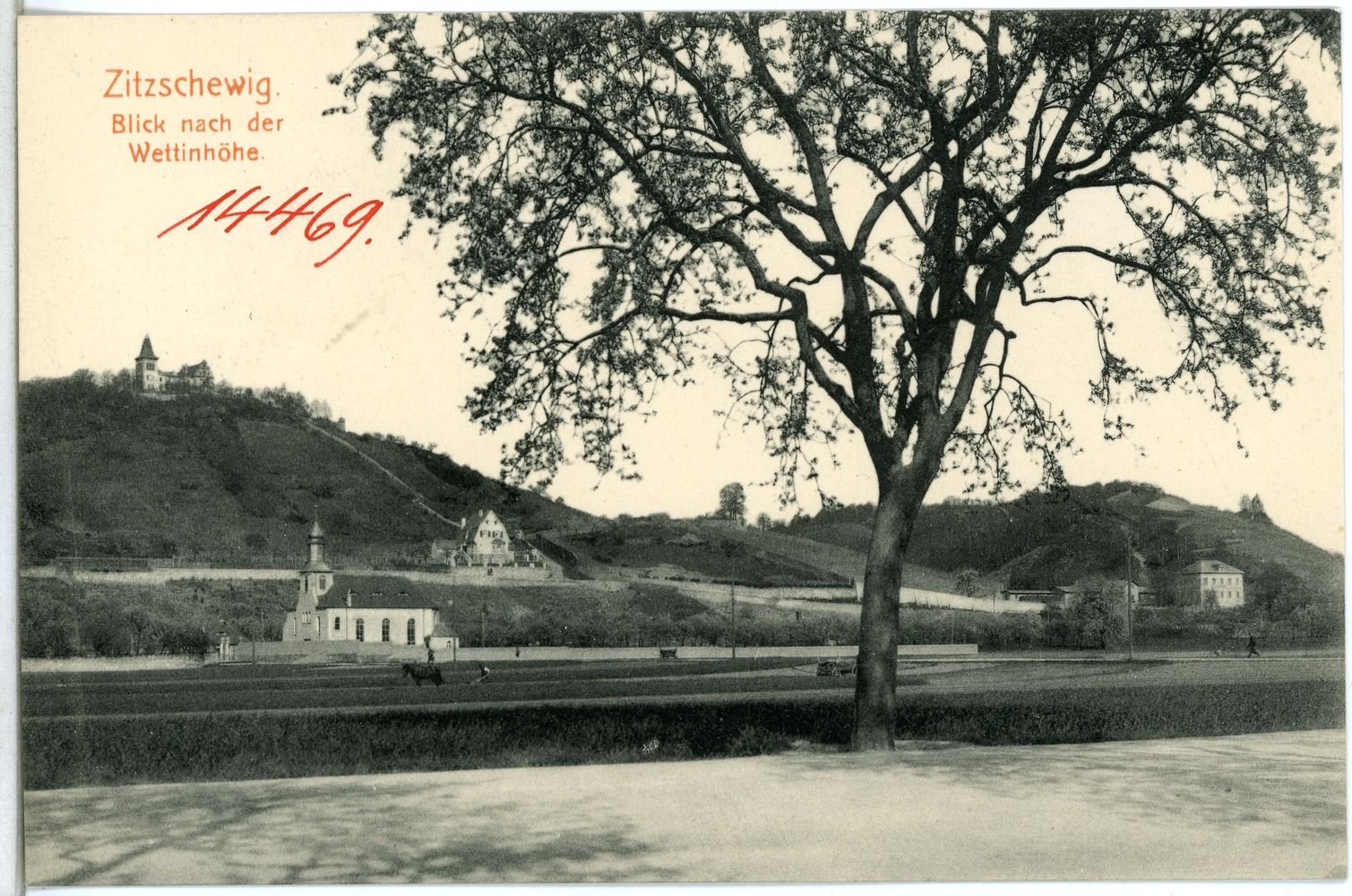
Mittlere Bergstraße vor dem Herrenhaus Johannisberg (rechts, Nr. 8) und dem Landhaus Richard Nitzschke (Bildmitte, Nr. 12), 1912. Links oben: Wettinshöhe, links unten der Friedhof Naundorf-Zitzschewig

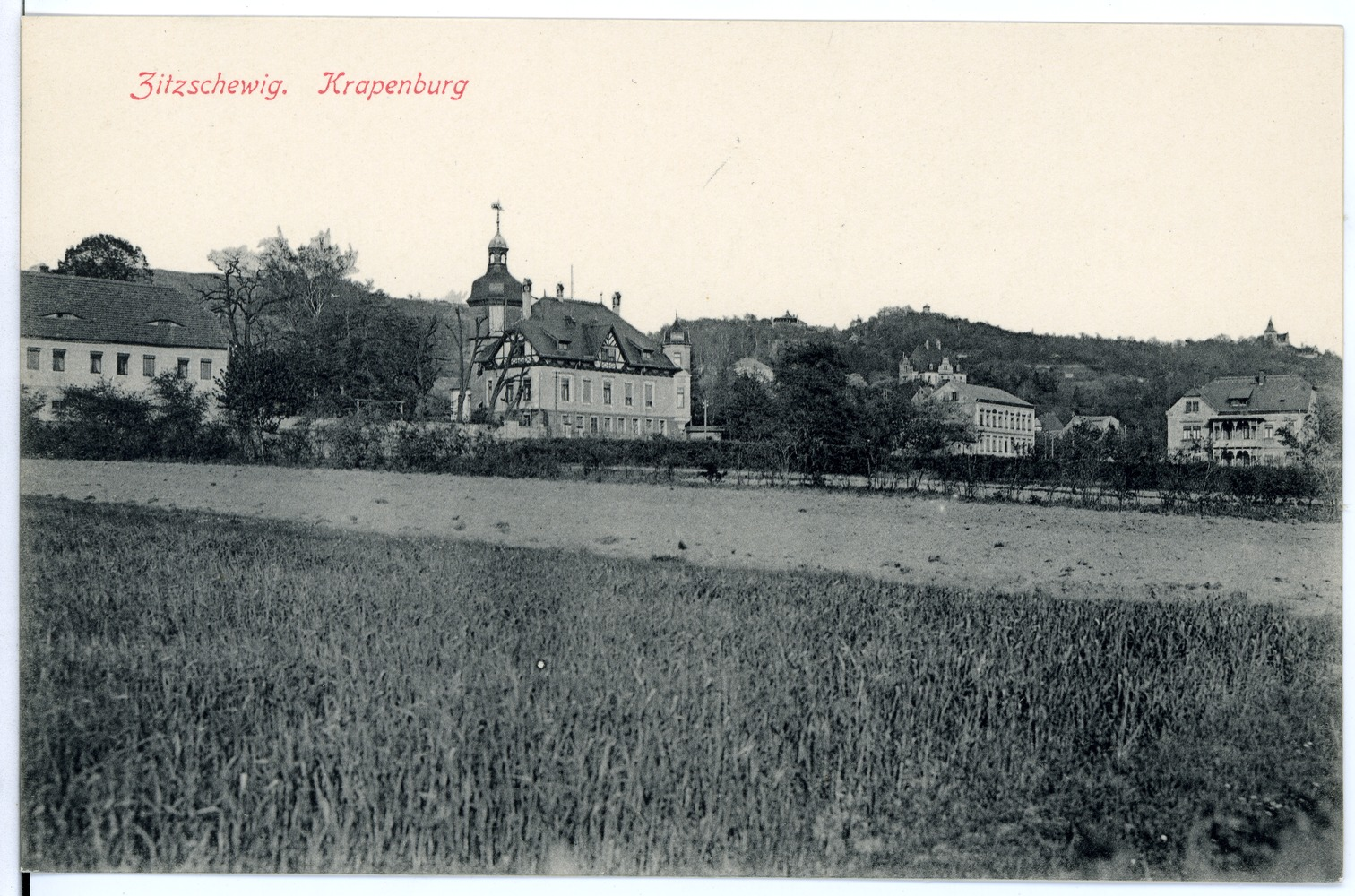
Mittlere Bergstraße vor der Villa Dankbarkeit (Mitte rechts, Nr. 42) und der Krapenburg (Mitte links, Nrn. 44/44a), 1913

Einige Kulturdenkmale liegen entlang der Straße und sind daher in den Listen der Kulturdenkmale in Radebeul-Niederlößnitz (M–Z), Radebeul-Naundorf und Radebeul-Zitzschewig aufgeführt, einige auch mit Querstraßenadressen:
- Niederlößnitz: Schloss Wackerbarth,[1][2] Traiteurhaus (zu Schloss Wackerbarth, Nr. 4)
- Naundorf: Weingutsanwesen Johannisberg (Obere Johannisbergstraße 15/17, bis 2012 Mittlere Bergstraße 8), Nr. 12, Nr. 14, Nebengebäude des Hohenhauses (Nr. 20)
- Zitzschewig: Gärtnerei und Heizhaus des Hohenhauses (Nr. 22), Nr. 41, Villa Dankbarkeit (Nr. 42), Krapenburg (Nrn. 44, 44a), „Türstock mit Tür“ (Nr. 53), ehemaliges Weingut Hausberg (Nr. 58)

Große Teile der Nordseite der Mittleren Bergstraße gehören zum Denkmalschutzgebiet Historische Weinberglandschaft Radebeul; zwischen dem Ostende des daruntergelegenen Johannesfriedhofs und dem Westende des Bischofswegs gehört auch die Straße und deren Südseite zum Denkmalschutzgebiet einschließlich der dortigen Bebauung. Der Grund liegt darin, dass jene Flächen mit der Bischofspresse ehemals zum Hohenhaus im Besitz der Meißner Bischöfe (Bischoffsberg) gehörten.
Im Jahr 2003 erhielt das Wohnhaus auf der Mittleren Bergstraße 40 den Publikumspreis des Bauherrenpreises der Stadt Radebeul (Kategorie Altbausanierung). Der Garten an der Mittleren Bergstraße 18b erhielt 2019 den Publikumspreis des Bauherrenpreises der Stadt Radebeul (Kategorie Garten- und Grünflächengestaltung).

## Benamung
Die historische Berggasse wurde als Teil der Salzstras bereits in den Kötzschenbrodaer Dorfrügen (Thanneberger Rügen von 1497) erwähnt, ebenfalls bei Matthias Oeder (um 1600) in den Kartenwerken seiner Ersten Kursächsischen Landesaufnahme.
Im Jahr 1897 erfolgte in Naundorf und Zitzschewig die amtliche Benennung als Mittlere Bergstraße; wann dies auch mit dem kurzen Niederlößnitzer Stück am Wackerbarth-Anwesen geschah, wäre zu klären. Dieses gehörte zur Wackerbarth-Umgehung der damaligen Friedrichstraße, die heute als Am Jacobstein ausgebaut ist und um 1935 umbenamt wurde.

### Mittlere Bergstraßen in den Lößnitzortschaften
Die heutige Winzerstraße in Niederlößnitz trug zwischen 1880 und 1905 den Namen Mittlere Bergstraße.
Die heutige Bennostraße in Oberlößnitz und Serkowitz trug zwischen 1897 und 1903 ebenfalls den Namen Mittlere Bergstraße.

## Anwohner
Christoph Vitzthum von Eckstädt und Friedrich I. Vitzthum von Eckstädt waren Eigentümer des Weinguts Krapenberg. Weitere Anwohner dieser Straße finden sich in den Artikeln zu Schloss Wackerbarth sowie zum Hohenhaus.